# Lista de episódios de Ultraman
Abaixo segue uma lista de episódios de Ultraman.
| - 1. O Invasor da Galáxia - 2. O Ataque dos Baltans - 3. O Monstro Invisível - 4. Fúria sobre o mar - 5. O Monstro Verde - 6. Cacau Beans - 7. A Pedra Azul - 8. A Terra dos Monstros - 9. O Comedor de Urânio - 10. O Cientista Sinistro - 11. O Meteorito Misterioso - 12. Múmia está Chamando - 13. O Sugador de Petróleo - 14. Operação Pérola - 15. Os Terríveis Raios Cosmicos - 16. S.I.A No espaço - 17. Passaporte para o Infinito - 18. Irmãos do Espaço - 19. A Ressurreição do Demônio - 20. Estrada 87 | - 21. A Fumaça Misteriosa - 22. A Destruição da Terra - 23. A Terra Natal - 24. A Base Científica Submarina - 25. O Misterioso Cometa Twifon - 26. O Príncipe dos Monstros - parte 1 - 27. O Príncipe dos Monstros - parte 2 - 28. Espécime Humana 5.6 - 29. Desafio Vindo do Fundo da Terra - 30. O Fantasma da Montanha da Neve - 31. Quem foi Transferido? - 32. Contra-Ataque Sem Fim - 33. As Palavras Proibidas - 34. Um Presente do Céu - 35. O Cemitério dos Monstros - 36. Arashi, Não Atire! - 37. O Pequeno Herói - 38. Ordem para Resgatar a Espaçonave - 39. Adeus Ultraman!!! |